# 26422 Marekbuchman
26422 Marekbuchman è un asteroide della fascia principale. Scoperto nel 1999, presenta un'orbita caratterizzata da un semiasse maggiore pari a 2,2513640 UA e da un'eccentricità di 0,1176734, inclinata di 6,72073° rispetto all'eclittica.